# Vaulx-Vraucourt
Pour les articles homonymes, voir Vaulx.
Pour l’article ayant un titre homophone, voir Vrocourt.
Vaulx-Vraucourt est une commune française située dans le département du Pas-de-Calais en région Hauts-de-France.
La commune fait partie de la communauté de communes du Sud-Artois qui regroupe 64 communes et compte 27 059 habitants en 2021.

## Géographie

### Localisation
Localisée dans le sud-est du département du Pas-de-Calais, Vaulx-Vraucourt est une commune située, à vol d'oiseau, à 7 km au nord-est de la commune de Bapaume (aire d'attraction) et à 18 km au sud-est de la commune d’Arras (chef-lieu d'arrondissement et préfecture du Pas-de-Calais).
Le territoire de la commune est limitrophe de ceux de huit communes.
Les communes limitrophes sont Écoust-Saint-Mein, Frémicourt, Beugnâtre, Beugny, Lagnicourt-Marcel, Morchies, Mory et Noreuil.

### Géologie et relief
La superficie de la commune est de 14,11 km2 ; son altitude varie de 83  à   122 mètres.

### Hydrographie

#### Réseau hydrographique
La commune est située dans le bassin Artois-Picardie. Elle est drainée par l'Hirondelle de Vaulx-Vraucourt, d'une longueur de 15 km, prend sa source dans la commune  et se jette  dans l'Agache à Inchy-en-Artois,,.

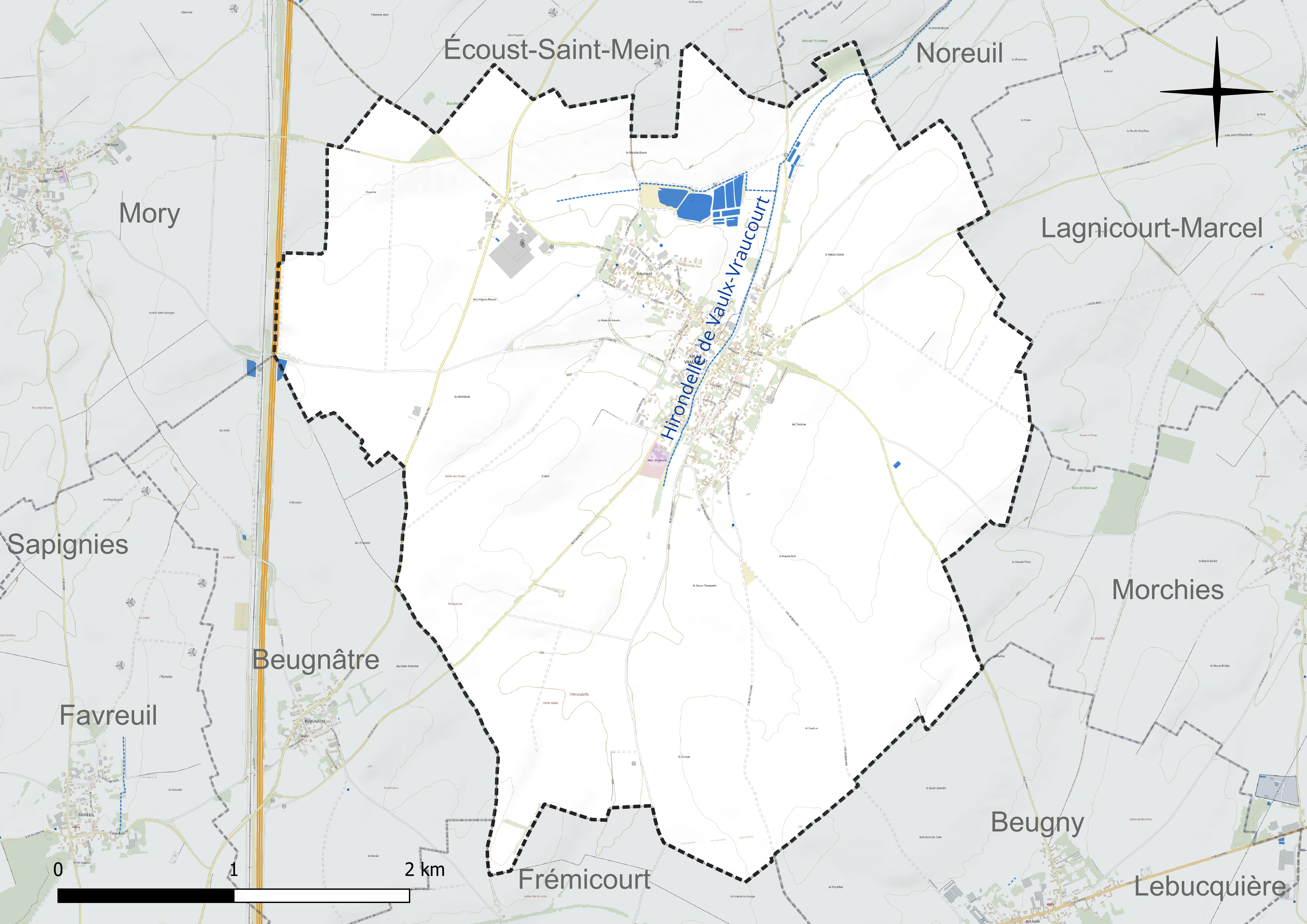
Réseau hydrographique de Vaulx-Vraucourt.

#### Gestion et qualité des eaux
Le territoire communal est couvert par le schéma d'aménagement et de gestion des eaux (SAGE) « Sensée ». Ce document de planification concerne un territoire de 857 km2 de superficie, délimité par le bassin versant de la Sensée. Le périmètre a été arrêté le 14 janvier 2023 et le SAGE proprement dit a été approuvé le 21 février 2020. La structure porteuse de l'élaboration et de la mise en œuvre est le syndicat mixte Escaut et Affluents (SyMEA).
La qualité des cours d'eau peut être consultée sur un site dédié géré par les agences de l'eau et l'Agence française pour la biodiversité.

### Climat
Pour des articles plus généraux, voir Climat des Hauts-de-France et Climat du Nord-Pas-de-Calais.
En 2010, le climat de la commune est de type climat océanique dégradé des plaines du Centre et du Nord, selon une étude du CNRS s'appuyant sur une série de données couvrant la période 1971-2000. En 2020, Météo-France publie une typologie des climats de la France métropolitaine dans laquelle la commune est exposée à un climat océanique et est dans la région climatique Nord-est du bassin Parisien, caractérisée par un ensoleillement médiocre, une pluviométrie moyenne régulièrement répartie au cours de l'année et un hiver froid (3 °C).
Pour la période 1971-2000, la température annuelle moyenne est de 10 °C, avec une amplitude thermique annuelle de 14,7 °C. Le cumul annuel moyen de précipitations est de 737 mm, avec 11,7 jours de précipitations en janvier et 8,8 jours en juillet. Pour la période 1991-2020, la température moyenne annuelle observée sur la station météorologique la plus proche, située sur la commune de Wancourt à 12 km à vol d'oiseau, est de 10,8 °C et le cumul annuel moyen de précipitations est de 711,4 mm,. Pour l'avenir, les paramètres climatiques de la commune estimés pour 2050 selon différents scénarios d'émission de gaz à effet de serre sont consultables sur un site dédié publié par Météo-France en novembre 2022.

### Paysages
Pour un article plus général, voir Paysage en France.
La commune est située dans le paysage régional des grands plateaux artésiens et cambrésiens tel que défini dans l'atlas de paysages de la région Nord-Pas-de-Calais, conçu par la direction régionale de l'Environnement, de l'Aménagement et du Logement (DREAL),. 
Ce paysage régional, qui concerne 238 communes, est dominé par les « grandes cultures » de céréales et de betteraves industrielles qui représentent 70 % de la surface agricole utilisée (SAU).

## Urbanisme

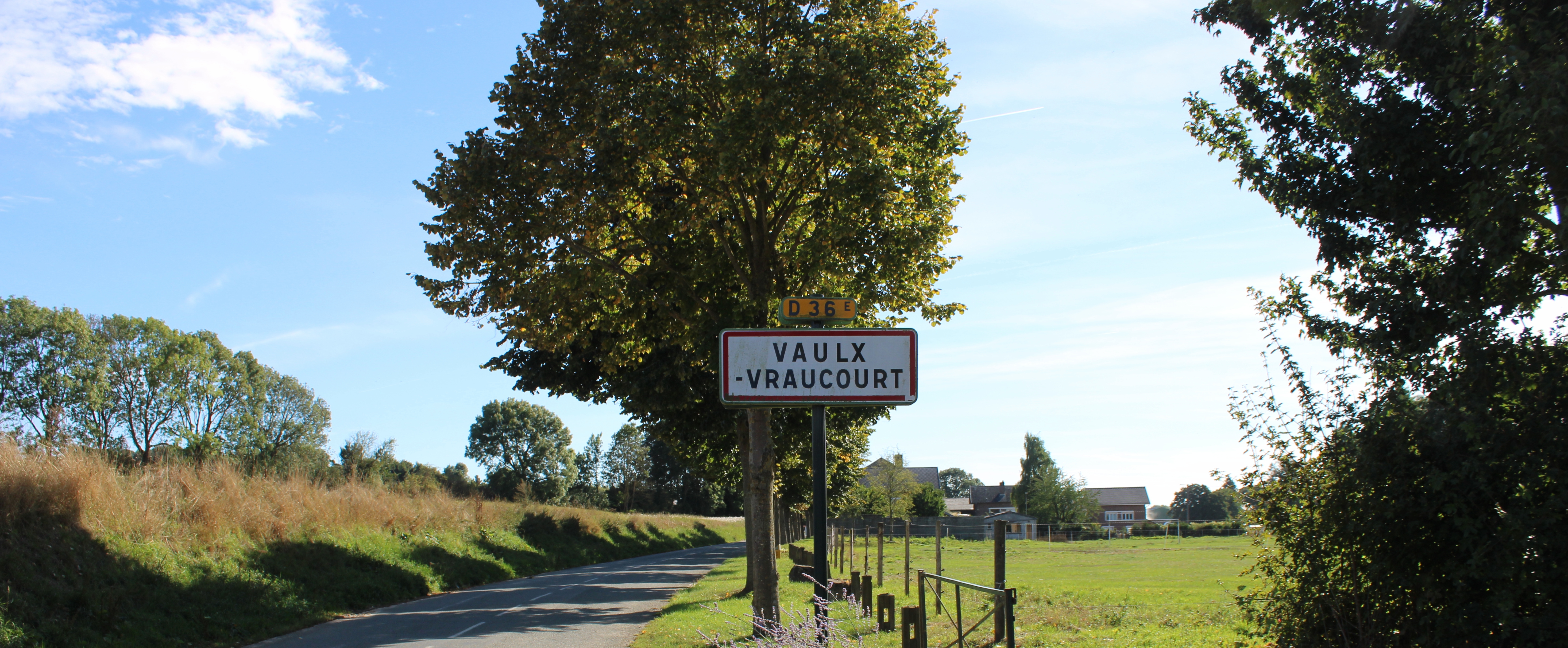
Une entrée de la commune.

### Typologie
Au 1er janvier 2024, Vaulx-Vraucourt est catégorisée bourg rural, selon la nouvelle grille communale de densité à sept niveaux définie par l'Insee en 2022.
Elle est située hors unité urbaine. Par ailleurs la commune fait partie de l'aire d'attraction de Bapaume, dont elle est une commune de la couronne,. Cette aire, qui regroupe 21 communes, est catégorisée dans les aires de moins de 50 000 habitants,.

### Occupation des sols
L'occupation des sols de la commune, telle qu'elle ressort de la base de données européenne d'occupation biophysique des sols Corine Land Cover (CLC), est marquée par l'importance des territoires agricoles (93,3 % en 2018), une proportion sensiblement équivalente à celle de 1990 (93,5 %). La répartition détaillée en 2018 est la suivante : 
terres arables (93,3 %), zones urbanisées (6,5 %), zones industrielles ou commerciales et réseaux de communication (0,1 %). L'évolution de l'occupation des sols de la commune et de ses infrastructures peut être observée sur les différentes représentations cartographiques du territoire : la carte de Cassini (XVIIIe siècle), la carte d'état-major (1820-1866) et les cartes ou photos aériennes de l'IGN pour la période actuelle (1950 à aujourd'hui).

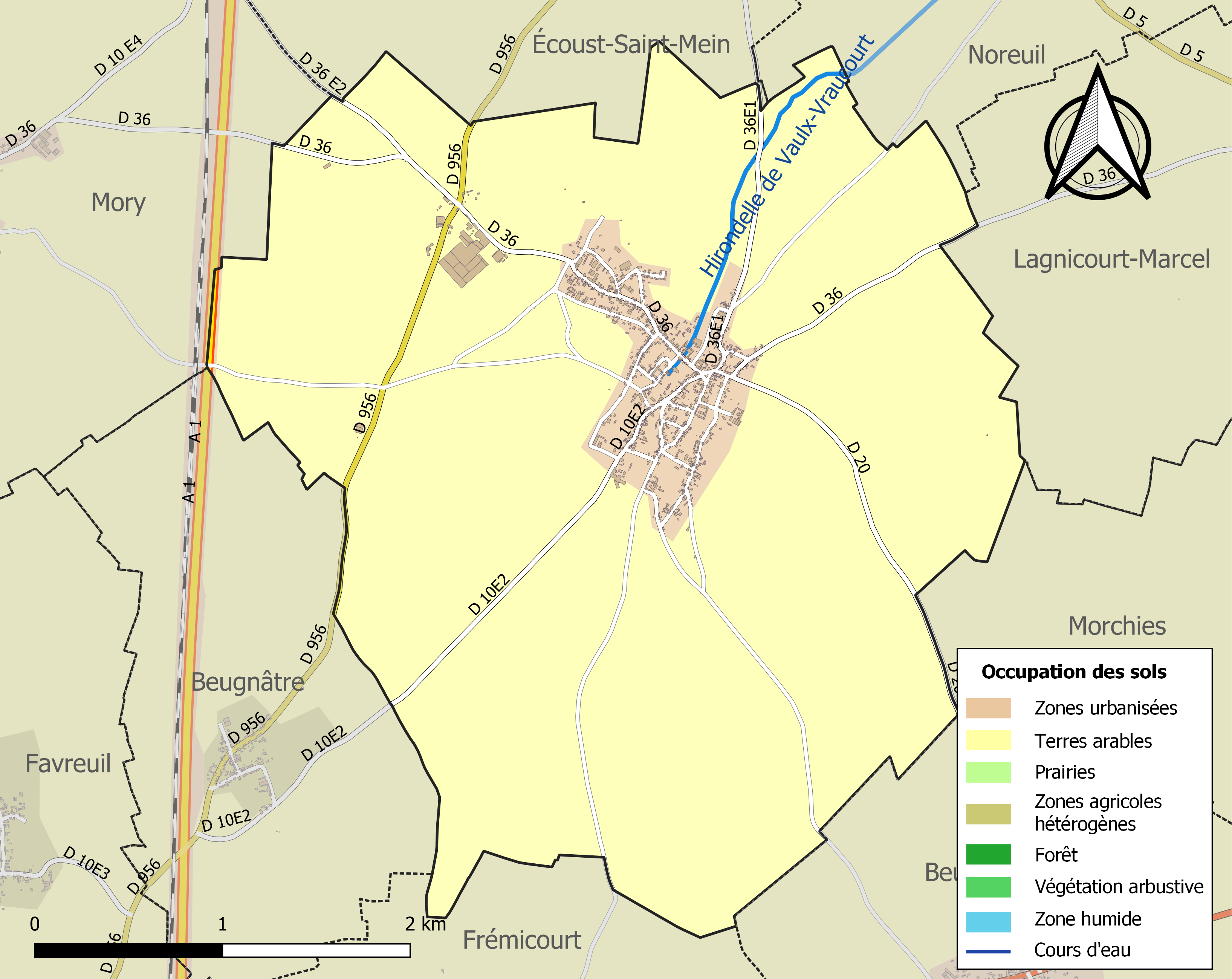
Carte des infrastructures et de l'occupation des sols de la commune en 2018 (CLC).

## Toponymie

### Vaulx
Le nom de la localité est attesté sous les formes Vals en 1115 ; Vaus en 1212 ; Walles en 1247 ; Vallis en 1248 ; Vauls en 1249 ; Valles en 1278 ; Vax (XIIIe siècle) ; Waus en 1316 ; Vaulz en 1372 ; Vaulx-en-Artois en 1429 ; Vaux, Vaulx en 1436 ; Vaux-en-Artois en 1440 ; Vaulx-en-Artoys en 1453 ; Vaux-lez-Bapaume en 1739.
Variante de vaux, pluriel de val, vallée étroite, espace de terre resserré entre deux coteaux.

### Vraucourt
Le nom de la localité est attesté sous les formes Everaldi curtis en 1207 ; Evraucourt en 1290 ; Wraucourt au XVIIIe siècle.
Les noms de lieux se terminant par -court sont le plus souvent des hameaux ou de petits villages. L'appellatif toponymique -court (français moderne cour) est issu du gallo-roman CORTE qui signifie « domaine ». Cet appellatif est généralement précédé d'un nom de personne germanique. Ces formations toponymiques datent du Moyen Âge. Cette façon de nommer les lieux serait liée à l'apport germanique du VIe siècle,.
Vraucourt est une section de la commune de Vaulx-Vraucourt.

## Histoire
L'histoire de la commune peut être consultée dans le Dictionnaire historique et archéologique du Pas-de-Calais paru en 1873, en cliquant sur le lien ci-après.
La carte de Cassini ci-dessous montre qu'au milieu du XVIIIe siècle, Vaulx et Vraucourt, qui s'écrit Wraucourt, étaient deux paroisses distinstes avec chacune leur propre église.

Le  château est représenté au sud du village.

Au l'ouest, un moulin à vent en bois aujourd'hui disparu était en activité à cette époque près du chemin de Bapaume à Douai.
 
Trois chapelles, aujourd'hui disparues, existaient alors: Notre-Dame de Grâce, Notre-Dame de Pitié et la Sainte-Famille.

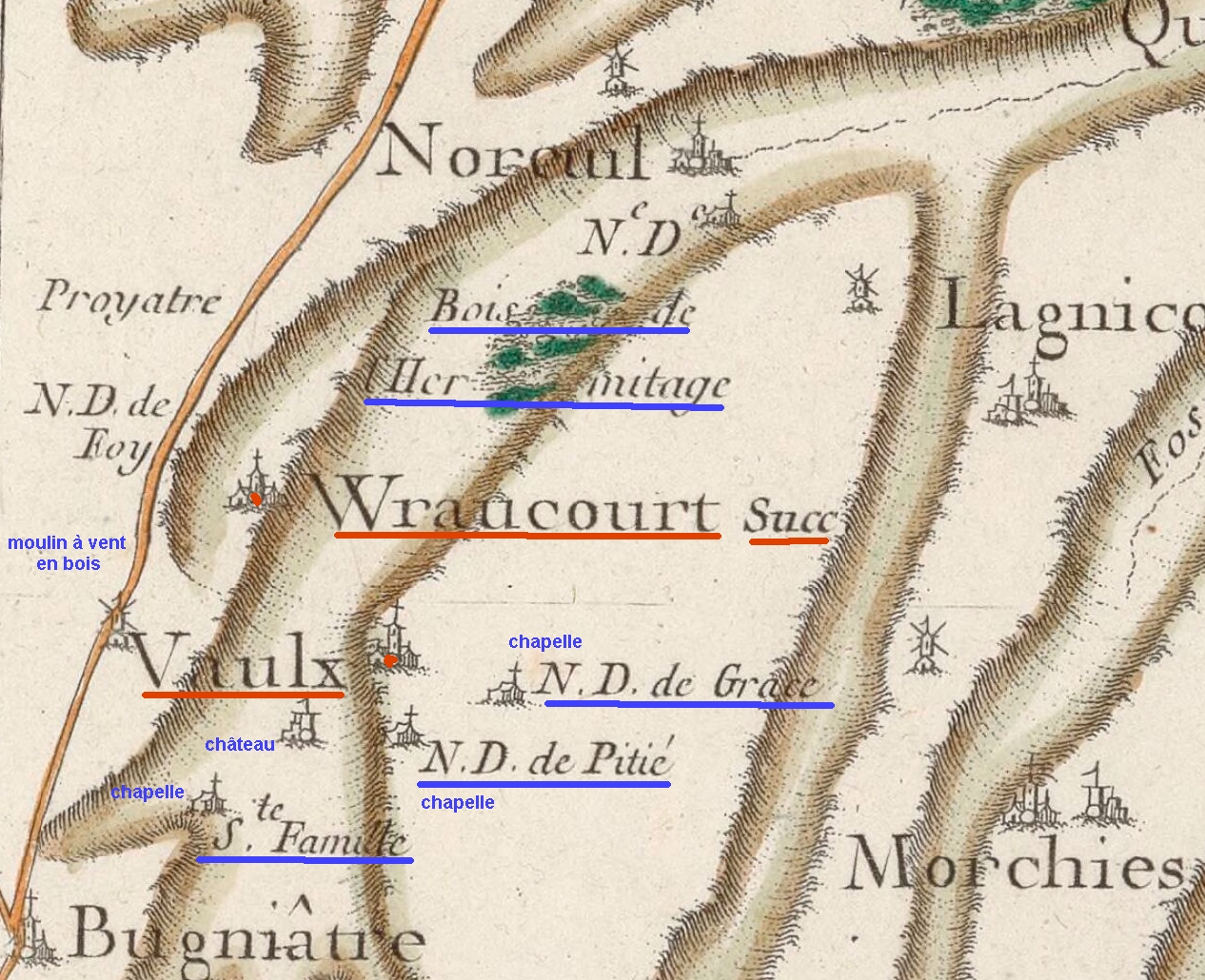
Carte de Cassini du secteur vers 1750.
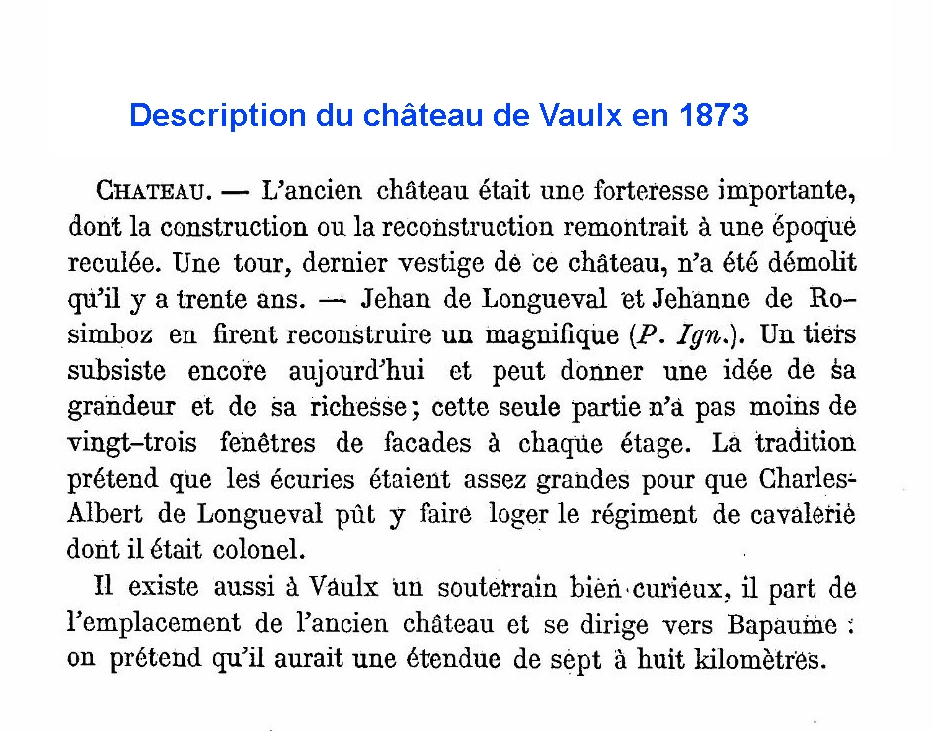
Description du château de Vaulx en 1874.

En 1821, Vaulx absorbe Vraucourt.

### Première Guerre mondiale
Pendant la Première Guerre mondiale, après la bataille des Frontières du 7 au 24 août 1914, devant les pertes subies, l'État-Major français décide de battre en retraite depuis la Belgique. Dès le 28 août, les Allemands s'emparent du village de Vaux-Vraucourt et poursuivent leur route vers l'ouest. Dès lors commença l'occupation allemande qui dura jusqu'au début de 1917. Des arrêtés de la kommandantur obligeaient, à date fixe, sous la responsabilité du maire et du conseil municipal, sous peine de sanctions, la population à fournir : blé, œufs, lait, viande, légumes, destinés à nourrir les soldats du front. Toutes les personnes valides devaient effectuer des travaux agricoles ou d'entretien.

En mars 1917, les Allemands décident de se retirer sur la Ligne Hindenburg, ligne fortifiée située à seulement 2 km à l'est devant Bullecourt. Avant leur départ, le village est évacué de ses habitants et toutes les constructions (église, mairie, maisons) sont systhématiquement dynamitées, tous les arbres sont coupés, les puits pollués avec du fumier.
 
Les troupes britanniques prennent alors possessions des ruines du village le 2 avril 1917. Vaux-Vraulcourt repassera aux mains des Allemands en mars 1918 lors de l'Offensive du Kaiser jusqu'au 1er septembre 1918, date à laquelle le village sera définitivement repris par les troupes du Commonwealth après de violents combats, attestés par la présence de nombreux cimetières britanniques ou allemands dans le secteur
 
Après l'armistice, les habitants reviennent peu à peu au village. Alors commença une longue période de reconstruction.

Vu les souffrances endurées par la population pendant les quatre années d'occupation et les dégâts aux constructions, la commune s'est vu décerner la croix de guerre 1914-1918 le 23 septembre 1920

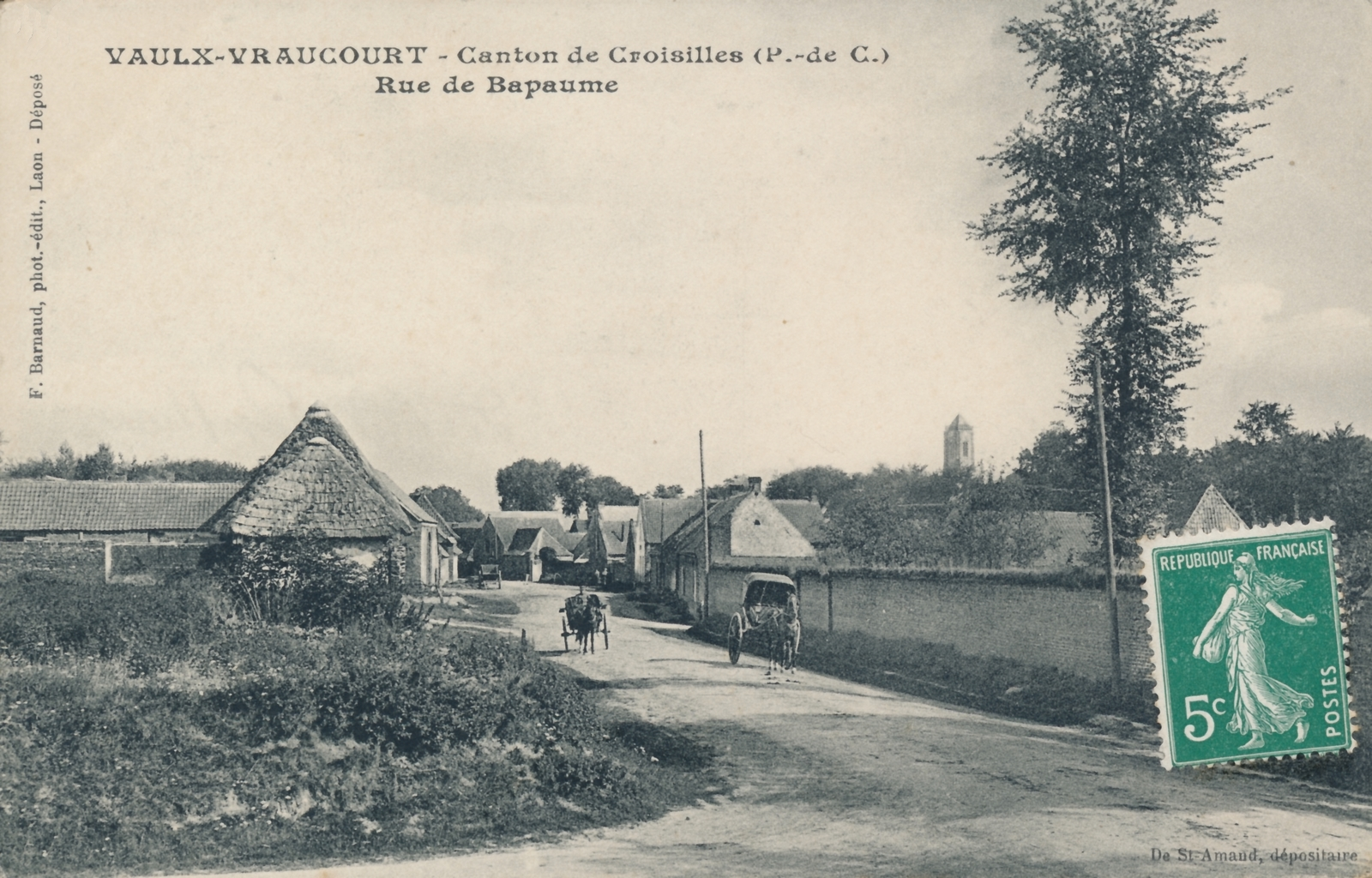
Carte postale du village avant 1914.
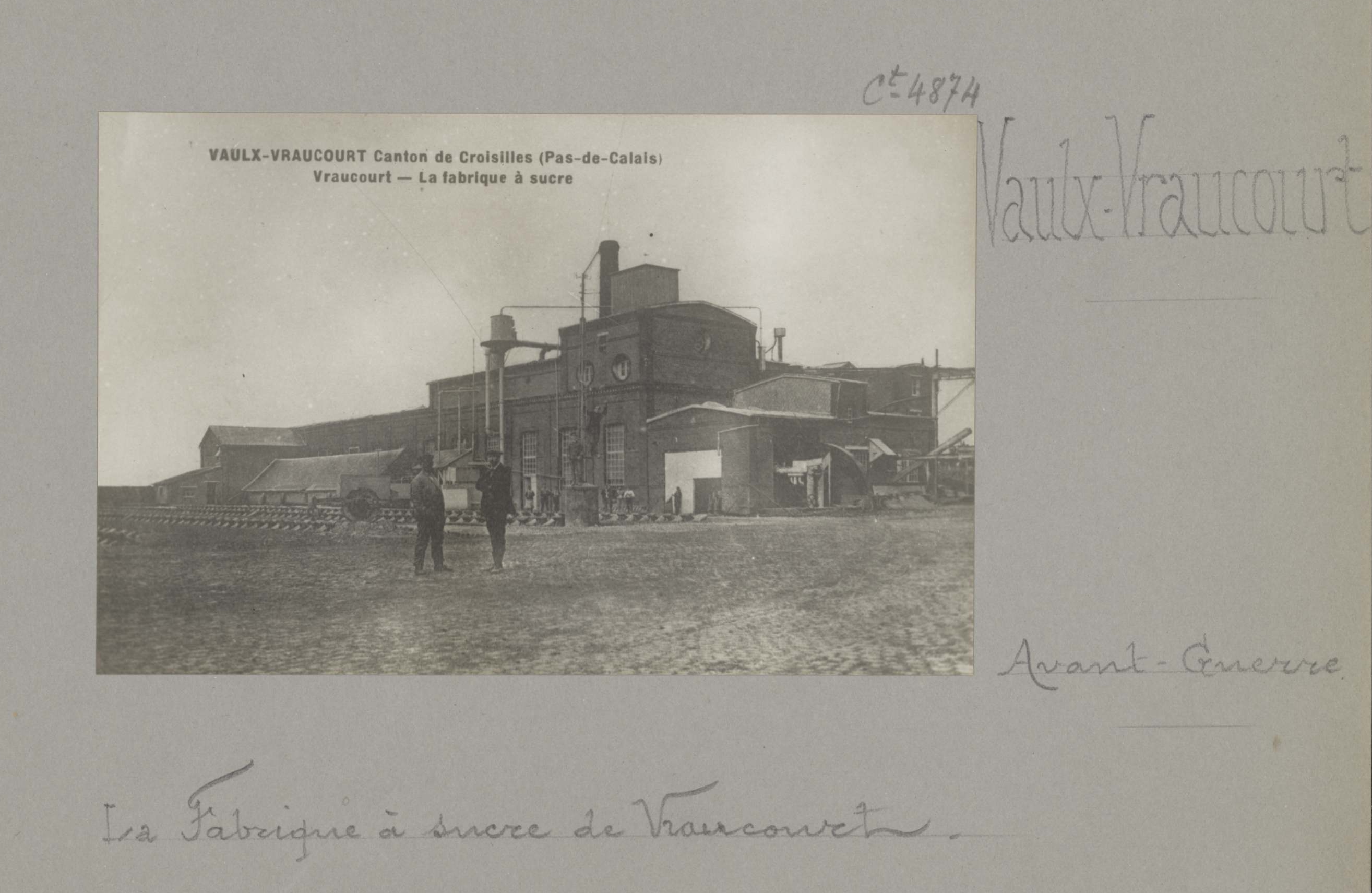
Vue de la sucrerie avant 1914.
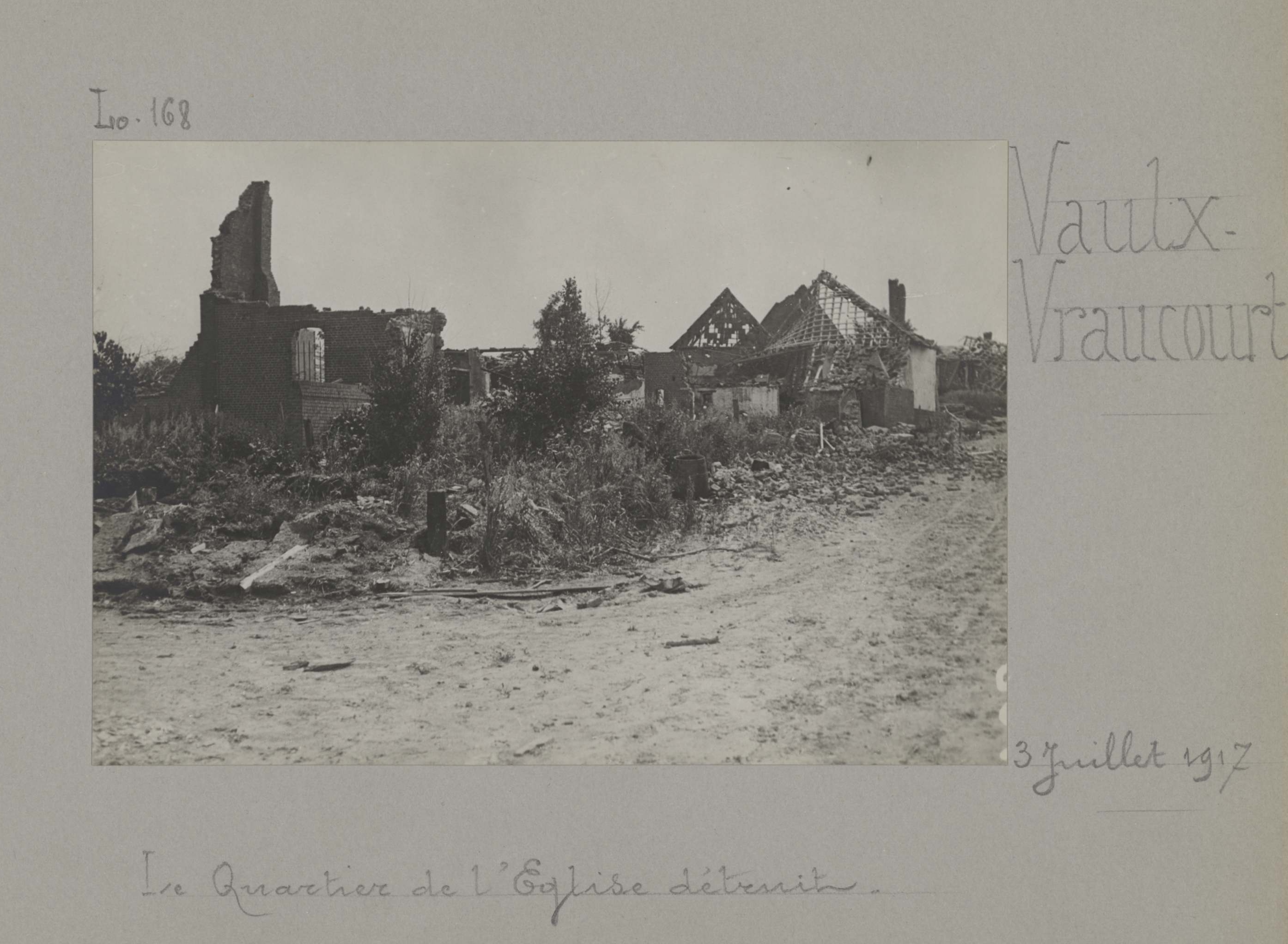
Ruines du village en 1917.
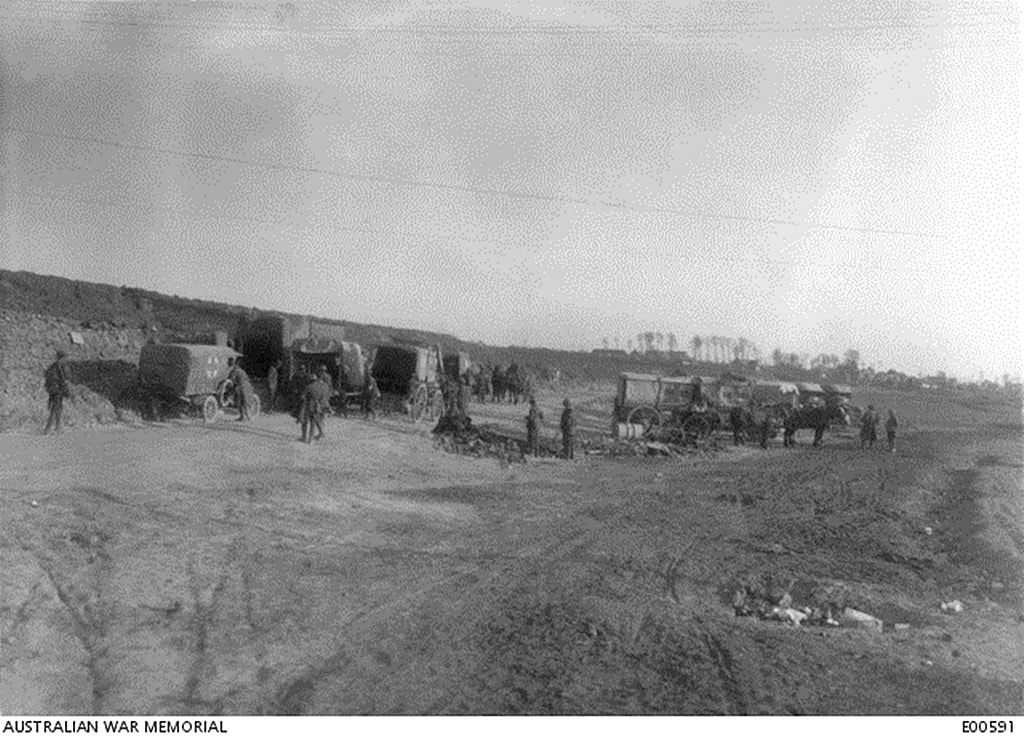
Poste de secours autralien à Vaux-Vraucourt en 1917.
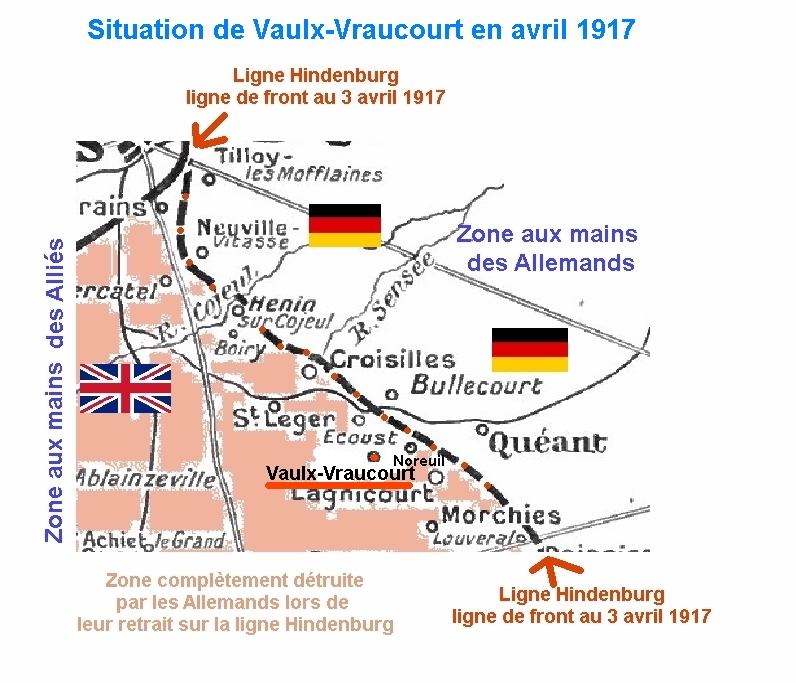
Situation de Vaulx-Vraucourt en 1917, en zone britannique, tout près de la ligne Hindenburg.
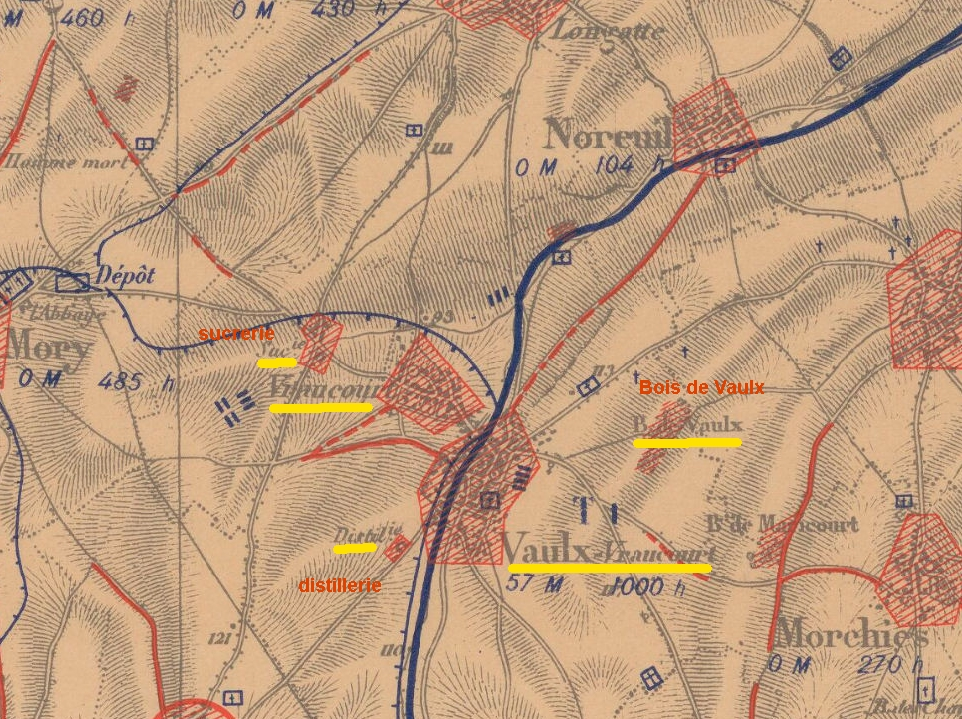
La carte des régions dévastées en 1919 montre que le village est complètement détruit ainsi que la sucrerie et le bois de Vaulx.

## Politique et administration

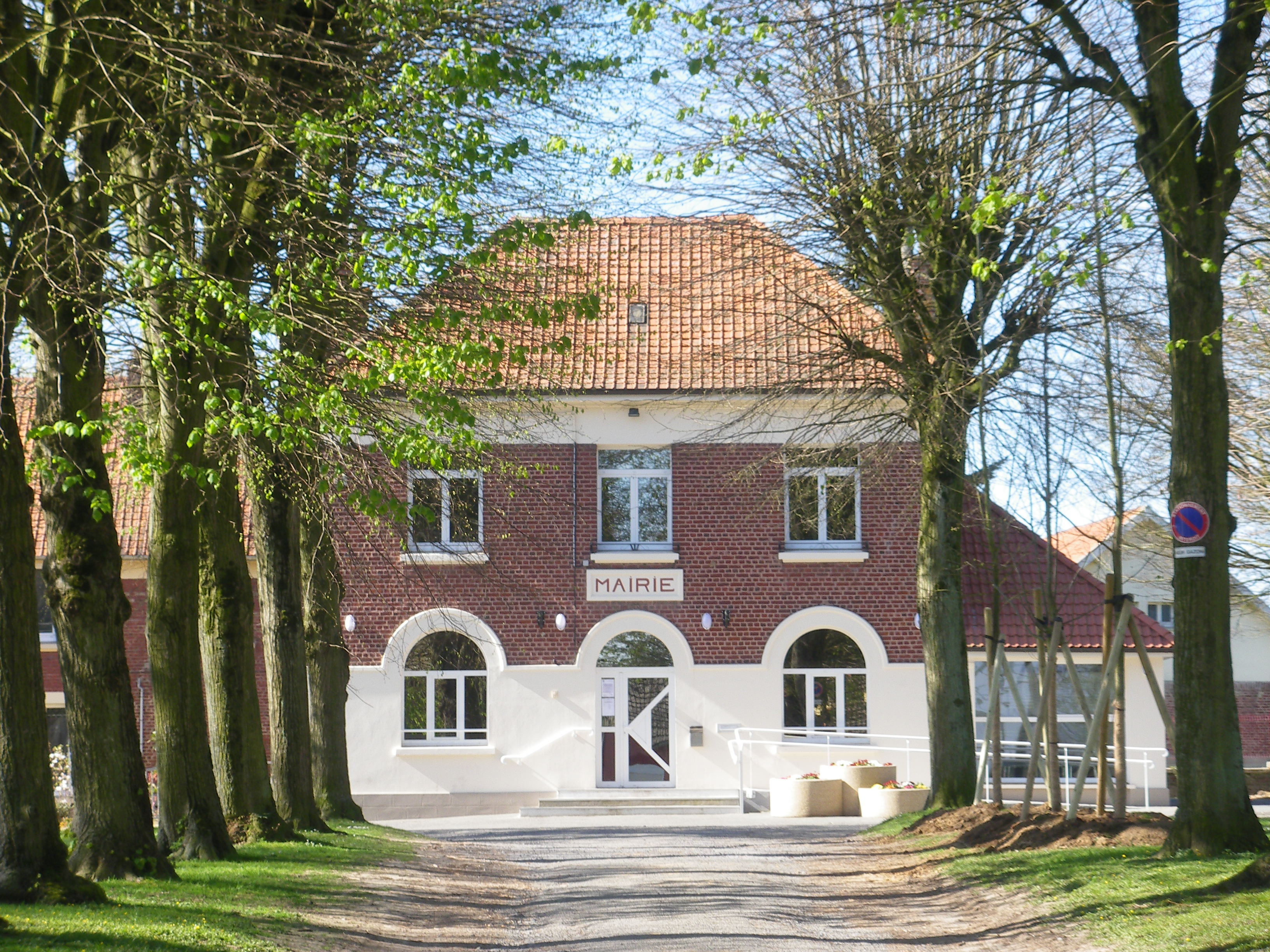
La mairie.

### Découpage territorial
La commune se trouve dans l'arrondissement d'Arras du département du Pas-de-Calais.

#### Commune et intercommunalités
La commune est membre de la communauté de communes du Sud-Artois.

#### Circonscriptions administratives
La commune est rattachée au canton de Bapaume.

#### Circonscriptions électorales
Pour l'élection des députés, la commune fait partie de la première circonscription du Pas-de-Calais.

### Élections municipales et communautaires

#### Liste des maires
| Période                                  | Période                    | Identité          | Étiquette | Qualité                                              |
| ---------------------------------------- | -------------------------- | ----------------- | --------- | ---------------------------------------------------- |
| Les données manquantes sont à compléter. |                            |                   |           |                                                      |
| 1983                                     | 1995                       | Pierre Tournant   |           |                                                      |
| 1995                                     | 2008                       | Jean-Louis Candat |           |                                                      |
| mars 2008                                | 2020                       | Christian Hémar   |           | Agriculteur retraité Réélu pour le mandat 2014-2020, |
| 23 mai 2020                              | En cours (au 8 avril 2022) | Freddy Fournier   |           | Chef d'entreprise,                                   |

## Population et société

### Démographie

#### Évolution démographique
L'évolution du nombre d'habitants est connue à travers les recensements de la population effectués dans la commune depuis 1793. Pour les communes de moins de 10 000 habitants, une enquête de recensement portant sur toute la population est réalisée tous les cinq ans, les populations de référence des années intermédiaires étant quant à elles estimées par interpolation ou extrapolation. Pour la commune, le premier recensement exhaustif entrant dans le cadre du nouveau dispositif a été réalisé en 2006.

En 2022, la commune comptait 1 096 habitants, en évolution de +7,14 % par rapport à 2016 (Pas-de-Calais : −0,72 %, France hors Mayotte : +2,11 %).
| 1793  | 1800  | 1806  | 1821  | 1831  | 1836  | 1841  | 1846  | 1851  |
| ----- | ----- | ----- | ----- | ----- | ----- | ----- | ----- | ----- |
| 1 163 | 1 361 | 1 285 | 1 167 | 1 715 | 1 634 | 1 640 | 1 704 | 1 628 |

| 1856  | 1861  | 1866  | 1872  | 1876  | 1881  | 1886  | 1891  | 1896  |
| ----- | ----- | ----- | ----- | ----- | ----- | ----- | ----- | ----- |
| 1 635 | 1 686 | 1 650 | 1 676 | 1 605 | 1 601 | 1 603 | 1 574 | 1 550 |

| 1901  | 1906  | 1911  | 1921  | 1926  | 1931 | 1936  | 1946 | 1954 |
| ----- | ----- | ----- | ----- | ----- | ---- | ----- | ---- | ---- |
| 1 465 | 1 418 | 1 305 | 1 001 | 1 036 | 991  | 1 023 | 991  | 983  |

| 1962  | 1968  | 1975  | 1982  | 1990  | 1999  | 2006  | 2011  | 2016  |
| ----- | ----- | ----- | ----- | ----- | ----- | ----- | ----- | ----- |
| 1 040 | 1 047 | 1 021 | 1 075 | 1 133 | 1 110 | 1 061 | 1 069 | 1 023 |

| 2021  | 2022  | - | - | - | - | - | - | - |
| ----- | ----- | - | - | - | - | - | - | - |
| 1 072 | 1 096 | - | - | - | - | - | - | - |

#### Pyramide des âges
En 2018, le taux de personnes d'un âge inférieur à 30 ans s'élève à 30,8 %, soit en dessous de la moyenne départementale (36,7 %). À l'inverse, le taux de personnes d'âge supérieur à 60 ans est de 32,4 % la même année, alors qu'il est de 24,9 % au niveau départemental.
En 2018, la commune comptait 487 hommes pour 530 femmes, soit un taux de 52,11 % de femmes, légèrement supérieur au taux départemental (51,50 %).
Les pyramides des âges de la commune et du département s'établissent comme suit.
| Hommes | Classe d’âge | Femmes |
| ------ | ------------ | ------ |
| 1,0    | 90 ou +      | 5,7    |
| 8,1    | 75-89 ans    | 15,5   |
| 17,9   | 60-74 ans    | 16,2   |
| 20,7   | 45-59 ans    | 18,5   |
| 18,0   | 30-44 ans    | 16,6   |
| 14,1   | 15-29 ans    | 15,4   |
| 20,2   | 0-14 ans     | 12,1   |

| Hommes | Classe d’âge | Femmes |
| ------ | ------------ | ------ |
| 0,5    | 90 ou +      | 1,6    |
| 5,6    | 75-89 ans    | 8,9    |
| 16,7   | 60-74 ans    | 18,1   |
| 20,2   | 45-59 ans    | 19,2   |
| 18,9   | 30-44 ans    | 18,1   |
| 18,2   | 15-29 ans    | 16,2   |
| 19,9   | 0-14 ans     | 17,9   |

## Culture locale et patrimoine

### Lieux et monuments

#### Églises

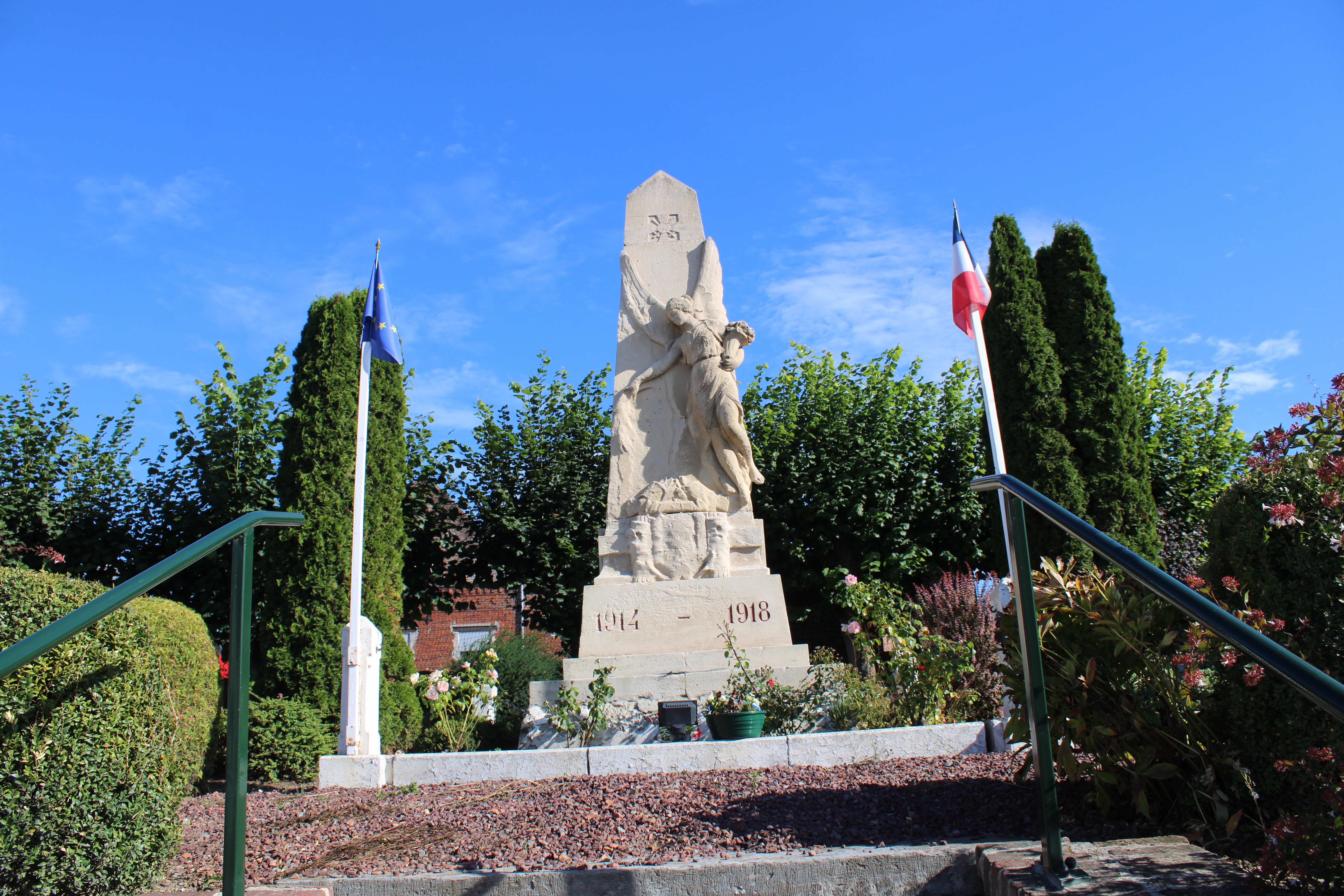
Le monument aux morts.

Le village a la particularité de posséder deux églises qui ont été complètement détruites en 1917 et reconstruites dans les années 1920 :
- L'église Saint-Omer du hameau de Vraucourt ;
- l'église Saint-Martin de Vaulx.

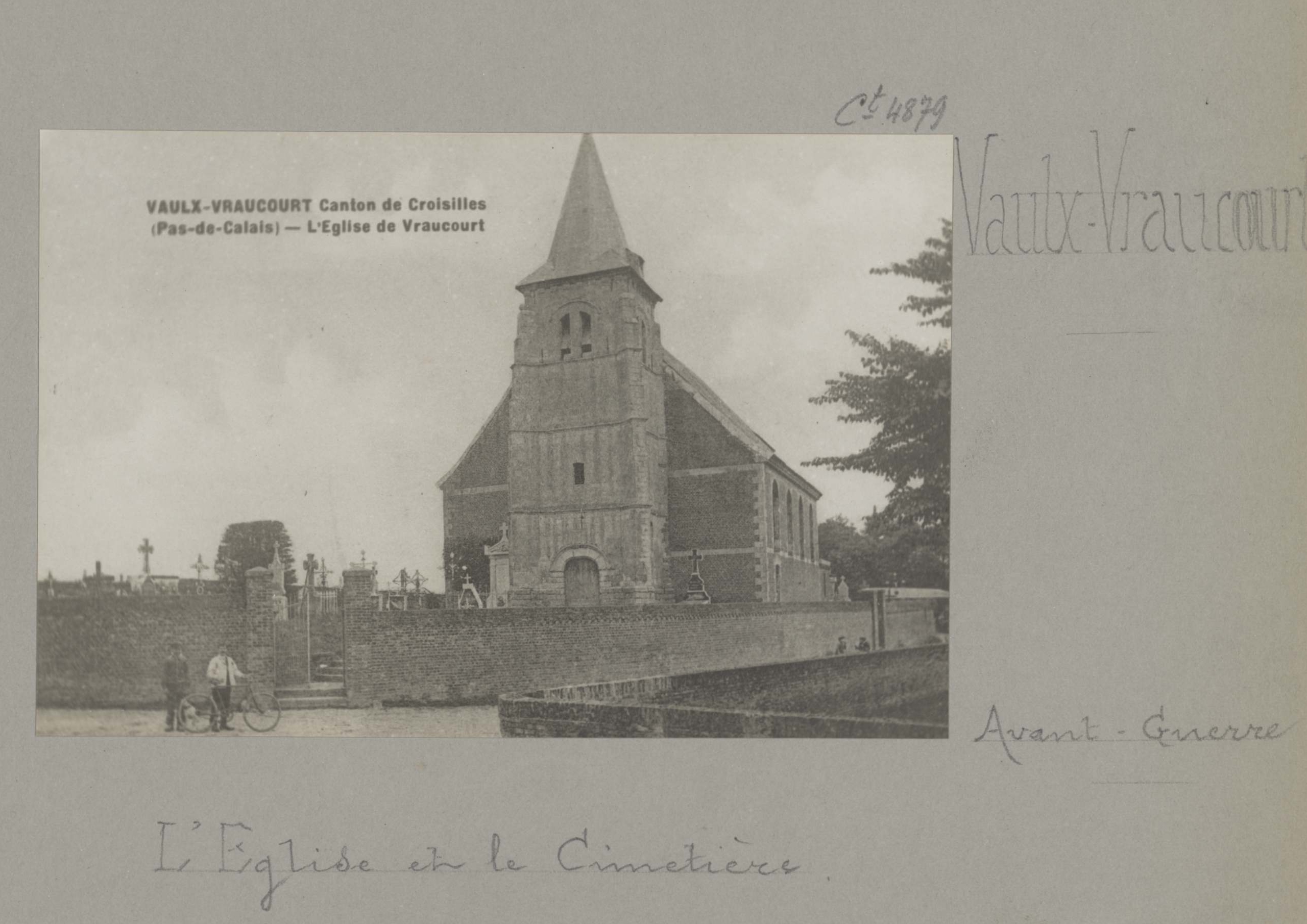
L'église de Vraucourt avant 1914.
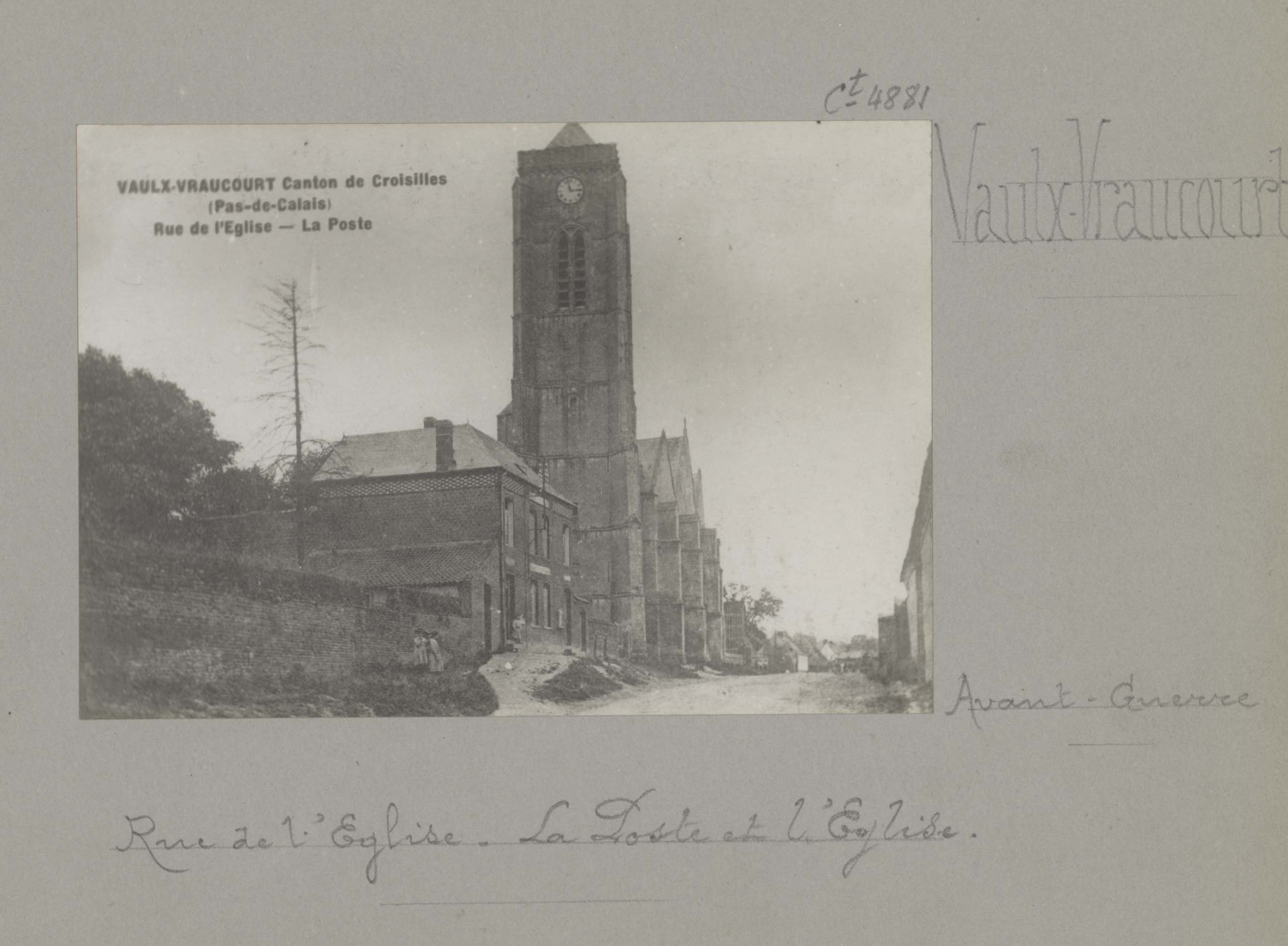
L'église de Vaulx avant 1914.
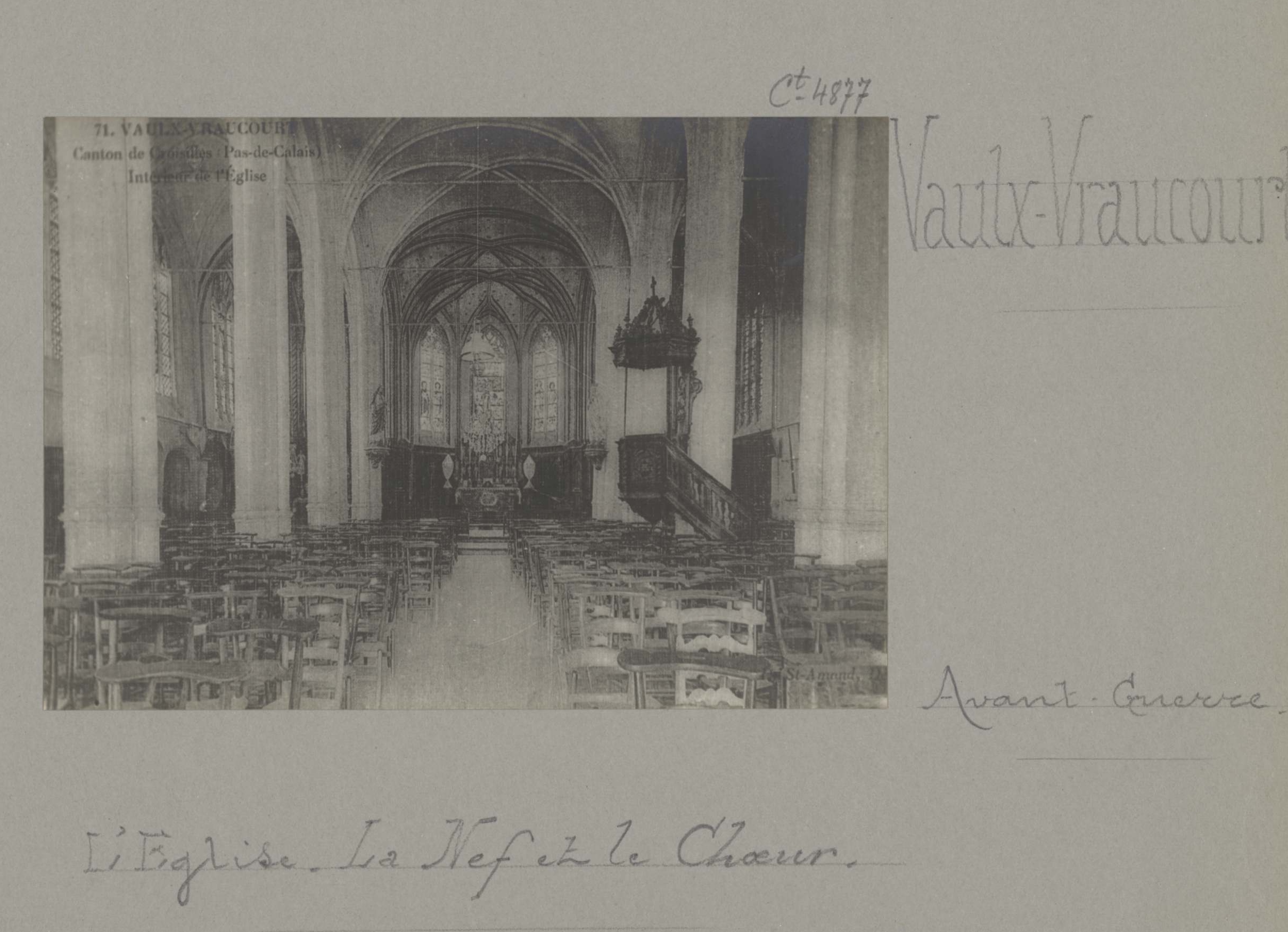
Intérieur de l'église de Vaulx avant 1914.
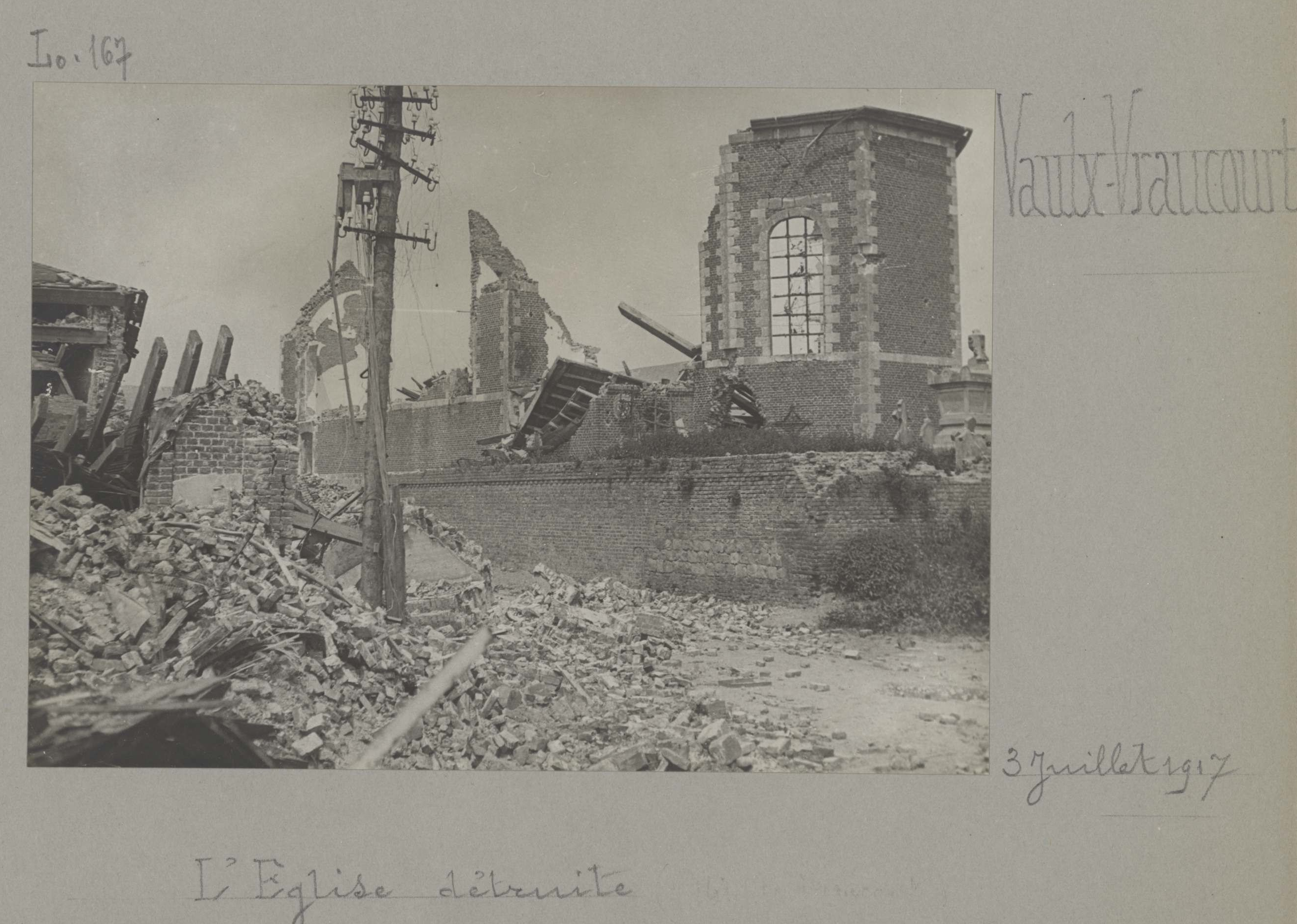
Ruines de l'église de Vaulx en 1917.

#### Autres lieux et monuments
- Le monument aux morts.
- Les trois cimetières militaires britanniques situés sur le territoire de la commune:
  - Vaulx Hill Cemetery situé à 1 km au nord-est du village
  - Vaulx Australian Field Ambulance Cemetery situé à 80 m au sud-ouest du village sur la Route de Bapaume
  - Vraucourt Copse Cemetery situé à 1 km au nord

|  |  |  |

### Personnalités liées à la commune
- Louis-Désiré Peugnet, né en 1793 à Vaulx-Vraucourt et mort en 1877 à Trois-Torrents (Suisse), capitaine sous le Premier Empire.

### Héraldique
| Armes de Vaulx-Vraucourt | Les armes de Vaulx-Vraucourt se blasonnent ainsi : bandé d'argent et de contre vair de six pièces, aux trois hures de sanglier de sable défendues aussi d'argent, deux sur la deuxième bande d'argent et une sur la troisième. |

## Pour approfondir